# Andreas Maria von Renard
Le comte Andreas Maria von Renard (né le 12 janvier 1795 et mort le 21 novembre 1874 à Groß Strehlitz, province de Silésie) est un noble silésien et un entrepreneur minier.

## Origine
Andreas Maria von Renard est issu de la famille noble catholique Renard. Son grand-père Johann Baptist von Renard est un lieutenant général polonais et reçoit la noblesse polonaise en 1726 et la confirmation comme comte impérial en 1741. Ses parents sont le grand propriétaire foncier Johann Baptist II et son épouse la comtesse Aloysia von Gaschin (de), issue de la noblesse de Haute-Silésie. Leurs parents d'Aloysia sont Armand comte von Gaschin et Charlotte, née baronne von Reiswitz. La mère de Charlotte, Margaretha Anna Josepha, est une comtesse von Colonna (de) et la fille de Karl Leonard Samuel, comte Colonna (1695-1752).

## Biographie

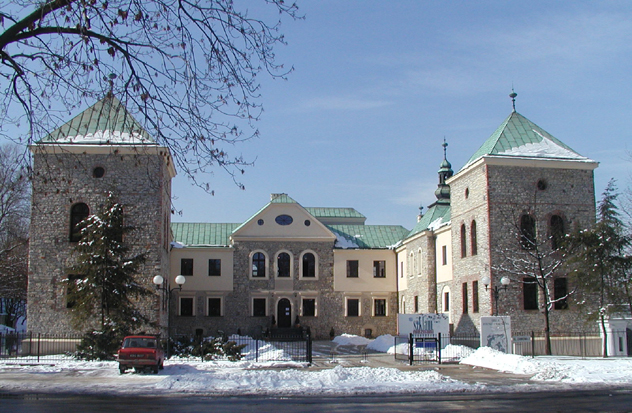
Pavillon de chasse de Sielce

En 1815, Renard hérite de son père d'importants biens immobiliers en Pologne, en Autriche et en Prusse (par exemple le château de Sielec (de) près de Sosnowitz), qu'il peut compléter avec le domaine de Groß Strehlitz grâce à un héritage du côté de sa mère. Sur son importante propriété, il travaille principalement à la construction et au développement d'installations industrielles.
En 1853, Renard possède 22 petites et grandes usines sidérurgiques ainsi qu'une filonnerie et est le deuxième producteur de fer de Haute-Silésie. En 1855, il fonde la société métallurgique, forestière et minière de Silésie « Minerva », en tant que société anonyme basée à Breslau, qui reprend toutes les activités de production de fer et les vastes biens immobiliers de Renard. Renard est président du conseil d'administration de « Minerva » jusqu'en 1868, après quoi son fils Johannes Maria lui succéda. De 1849 à 1854 et de 1859 à 1861, il est député de la Chambre des représentants de Prusse.

## Famille
Le 25 avril 1825, il se marie Euphemie Anna Barbara von Rudno-Rudzinska (née le 10 décembre 1800 et morte le 26 avril 1853). Le couple a plusieurs enfants :
- Maria Christine von Renard (née le 5 août 1826 et morte le 4 février 1847)
  - mariée le 3 octobre 1842 avec Karl Benno von Tschirschky (né le 25 juillet 1810 et mort le 7 mai 1878). Son fils Mortimer von Tschirschky succède à son grand-père en 1874 à la direction de Gross Strehlitz et s'appelle alors Tschirschky-Renard. En 1878, il est élevé au rang de comte[6].
- Johannes Maria (né le 24 mars 1829 et mort le 7 mars 1874), député du Reichstag, marié :
  - le 7 août 1855 avec la baronne Maria Anna Auguste Spies von Büllesheim (de) (née le 18 août 1827 et morte le 1er décembre 1856)
  - en mai 1872 avec Luise Wilhelmine Christiane Ebel (née le 30 novembre 1821 et morte en 1901)[7]
- Ludmille Gabriele Maria von Renard (née le 28 août 1830 et morte le 16 janvier 1894) → ligne Brühl-Renard
  - mariée en 1849 avec le comte Karl von Brühl (né le 27 avril 1818 et mort le 27 novembre 1858), fils de Carl von Brühl et petit-fils de Heinrich von Brühl. Le mariage donne naissance à trois enfants :
    - Elisabeth von Brühl se marie avec Gustave comte de Castell-Castell, chef du bureau de l'Obersthofmeister sous le roi Louis II de Bavière. Avec lui, elle a trois enfants : Friedrich zu Castell-Castell (de), Wolfgang et Ludmilla. Wolfgangs zu Castell Castell succède à Georg von Schlieffen-Renard, le demi-frère de sa mère, à la direction de Groß Strehlitz en 1932. Il mourut en 1940 et est enterré dans le parc du château de Groß Strehlitz. Son fils Prosper devient le dernier propriétaire du domaine de 1940 à 1945[8].
    - Maria von Brühl (épouse von Mangold),
    - Karl von Brühl-Renard (1853–1923) reprend la seigneurie de Groß Strehlitz après la mort de son cousin Mortimer von Tschirschky-Renard en 1909 et devient fidéicommissaire local, en même temps qu'il est seigneur du château de Seifersdorf. Karl ne laisse aucun enfant[9].

  - mariée en 1860 avec le comte Georg Karl von Schlieffen (de) (né le 8 janvier 1832 - 13 octobre 1901), à Oberwitz. Le mariage donne naissance à un fils :
    - Georg comte von Schlieffen hérite de la seigneurie de Groß Strehlitz après la mort de son demi-frère Karl von Brühl-Renard, bien que Brühl-Renard ait voulu transmettre le règne à son neveu Wolfgang. Georg comte von Schlieffen portait également le nom de Renard avec son héritage. En 1932, il cède Groß Strehlitz à Wolfgang comte zu Castell Castell, le fils de sa demi-sœur Elisabeth.

- Hippolyt Maria (né le 1er novembre 1831 et mort le 18 octobre 1855), héritier de la seigneurie Deutsch-Crawan marié le 1er juillet 1855 avec la comtesse Laura Henckel von Donnersmarck (née le 30 août 1838 et morte le 22 novembre 1931) (la veuve se marie le 7 janvier 1857 avec le comte Arthur von Saurma-Jeltsch (de))